# Нарва (град)
Вижте пояснителната страница за други значения на Нарва.
На́рва (на естонски: Narva) е град в североизточна Естония, на границата с Русия. Той е градска община, третият по големина град в страната и най-големият град в окръг Ида-Виру, предимно с рускоезично население.

## География
Градът е разположен на 212 км източно от Талин и 150 км западно от Санкт Петербург.

## Транспорт
В града има крайна железопътна гара Нарва по линията Талин – Нарва от естонската железопътна компания „Elron“. Сградата на гарата е обявена за паметник на културата.
- Общ изглед от ЖП гарата в Нарва
- Железопътна гара Нарва (паметник на културата)

- Железопътна гара Нарва (паметник на културата)
- Пътнически влак „Стадлер ФЛИРT“ на компанията Elron в гара Нарва

## Икономика
В съветско време главни промишлени отрасли на града са били: енергетика, производство на текстилни изделия, производство на строителни материали и машиностроене.
Икономическата основа на Нарва днес е енергетиката. Енергийният комплекс „Нарвски електростанции“ е най-големият работодател, в който работят около 600 души. Основните електроцентрали са Балтийската и Естонската електростанции. Основното им гориво е нефтени шисти. Най-новата е Аувереската електростанция (2018 г.), която работи основно с природен газ и дървени отпадъци и само около 15 % с нефтени шисти.
Производството на облекло, металообработването, производството на контролно-измервателно и медицинско оборудване, както и различно промишлено оборудване все още са добре развити в Нарва.
Традиционни за Нарва бяха също дървообработването, производството на мебели, строителни материали, които в момента са затворени поради непотребност.
Наред с едрата промишленост има и малки и средни предприятия, сред които най-развити са търговските, производствените и обслужващите предприятия. Общият брой на предприятията, регистрирани в Нарва, е повече от две хиляди.
Предприятията с до 80 служители съставляват по-голямата част (95 %) от предприятията, работещи в града, докато 79 % са предприятия с по-малко от 10 служители.
| - 68 445 (1 януари 2006) - 67 497 (1 януари 2007) - 58 663 (преброяване 31.12.2011) - 53 955 (преброяване 31.12.2021) - 61 075 (10 юни 2022) - руснаци – 87 % - естонци – 5,76 % - украинци – 2,11 %, - белоруси – 1,54 % - други – 3,59 % | - Православие - Протестантство - Свидетели на Йехова |

## Образование и култура
От образователните институции има Нарвски колеж на Тартуския университет, Център за професионална подготовка и Нарвски професионален учебен център. Заслужават внимание Музеят на замъка Нарва и Художествената галерия.

## Други
- Нарвска република
- Карти на град Нарва  Архив на оригинала от 2008-04-11 в Wayback Machine.,
- Снимки от град Нарва , ,
- Нарва – Официален сайт (рус.), (анг.)
- Новини от град Нарва(рус.)
- Газета <<Виру Проспект>> (рус.)
- Нарвски портал-новини, обяви, форум (рус.)